# بطولة إفريقيا لكرة اليد للرجال 2020
بطولة أفريقيا لكرة اليد للرجال 2020 هو النسخة الرابعة والعشرون من بطولة أفريقيا لكرة اليد للرجال والتي ينظمها الاتحاد الإفريقي لكرة اليد (CAHB)، كما هي الدورة المؤهلة للألعاب الأولمبية طوكيو 2020.

## أماكن التنظيم
| رادس                           | الحمامات                           | نابل                | رادس الحماماتبطولة إفريقيا لكرة اليد للرجال 2020 (تونس) |
| القاعة متعددة الاختصاصات برادس | القاعة متعددة الاختصاصات بالحمامات | قاعة بير شلوف بنابل | رادس الحماماتبطولة إفريقيا لكرة اليد للرجال 2020 (تونس) |
| السعة: 17.000                  | السعة: 2.500                       | السعة: 5.000        | رادس الحماماتبطولة إفريقيا لكرة اليد للرجال 2020 (تونس) |
|                                |                                    |                     | رادس الحماماتبطولة إفريقيا لكرة اليد للرجال 2020 (تونس) |

## المنتخبات المشاركة
| المنتخب                     | المشاركات السابقة في البطولة1 |
| --------------------------- | --- |
| الجزائر                     | 20 (1976، 1979، 1981، 1983، 1985، 1987، 1989، 1991، 1992، 1994، 1996، 1998، 2000، 2002، 2004، 2006، 2008، 2010، 2012، 2014)                   |
| أنغولا                      | 13 (1981، 1983، 1985، 1987، 1989، 1998، 2002، 2004، 2006، 2008، 2010، 2012، 2014)                                                             |
| الرأس الأخضر                | 0 (بداية) |
| الكاميرون                   | 12 (1974، 1976، 1979، 1996، 1998، 2002، 2004، 2006، 2008، 2010، 2012، 2014)                                                                   |
| الكونغو                     | 17 (1979، 1981، 1983، 1985، 1987، 1989، 1991، 1994، 1996، 1998، 2002، 2004، 2006، 2010، 2012، 2014)                                           |
| جمهورية الكونغو الديمقراطية | 9 (1992، 2000، 2002، 2004، 2006، 2008، 2010، 2012، 2014)                                                                                      |
| مصر                         | 19 (1979، 1981، 1983، 1985، 1987، 1989، 1991، 1992، 1994، 1996، 1998، 2000، 2002، 2004، 2006، 2008، 2010، 2012، 2014)                         |
| الغابون                     | 6 (2000، 2002، 2006، 2010، 2012، 2014) |
| غينيا                       | 1 (1981) |
| ساحل العاج                  | 16 (1976، 1979، 1981، 1983، 1985، 1987، 1989، 1991، 1992، 1994، 1996، 1998، 2002، 2006، 2010، 2012)                                           |
| كينيا                       | 1 (2004) |
| ليبيا                       | 3 (2004، 2010، 2014) |
| المغرب                      | 16 (1987، 1989، 1991، 1992، 1994، 1996، 1998، 2000، 2002، 2004، 2006، 2008، 2010، 2012، 2014)                                                 |
| نيجيريا                     | 9 (1979، 1981، 1996، 1998، 2002، 2006، 2008، 2010، 2014)                                                                                      |
| تونس                        | 23 (1974، 1976، 1979، 1981، 1983، 1985، 1987، 1989، 1991، 1992، 1994، 1996، 1998، 2000، 2002، 2004، 2006، 2008، 2010، 2012، 2014، 2016، 2018) |
| زامبيا                      | 0 (بداية) |

## الفرق
أجريت قرعة البطولة يوم 19 أكتوبر 2019 بتونس العاصمة، انسحبت السنغال قبل البطولة.
| التصنيف الأول                  | التصنيف الثاني                                                | التصنيف الثالث                           | التصنيف الرابع                          |
| ------------------------------ | ------------------------------------------------------------- | ---------------------------------------- | --------------------------------------- |
| - تونس - مصر - أنغولا - المغرب | - الجزائر - الغابون - الكاميرون - جمهورية الكونغو الديمقراطية | - الكونغو - غينيا - نيجيريا - ساحل العاج | - كينيا - ليبيا - زامبيا - الرأس الأخضر |

## الترتيب النهائي
| مفتاح                                       |
| ------------------------------------------- |
| تأهل لأولمبياد 2020 وكأس العالم 2021        |
| تأهل لتصفيات أولمبياد 2020 وكأس العالم 2021 |
| تأهل لكأس العالم 2021                       |

| الترتيب | الفريق                      |
| ------- | --------------------------- |
|         | مصر                         |
|         | تونس                        |
|         | الجزائر                     |
| 4       | أنغولا                      |
| 5       | الرأس الأخضر                |
| 6       | المغرب                      |
| 7       | جمهورية الكونغو الديمقراطية |
| 8       | الغابون                     |
| 9       | الكونغو                     |
| 10      | غينيا                       |
| 11      | نيجيريا                     |
| 12      | الكاميرون                   |
| 13      | ليبيا                       |
| 14      | ساحل العاج                  |
| 15      | كينيا                       |
| 16      | زامبيا                      |

## وصلات خارجية
- موقع الكونفدرالية الأفريقية لكرة اليد